# Al-Zahra
Al-Zahra (àrab: الزهراء, az-Zahrāʾ) és un municipi palestí de la governació de Gaza, al sud de la ciutat de Gaza, al centre de la Franja de Gaza. Al seu territori s'hi troba la Universitat de Palestina i la Universitat Oberta Ummah. En 2009 tenia 3,085 habitants. Hi havia 837 habitatges i 237 edificis d'altra mena a la població.